# День землевпорядника
День землевпоря́дника — професійне свято в Україні. Відзначається щороку в другу суботу березня, починаючи з 2000 року.

## Історія свята
Свято встановлено 11 грудня 1999 року Указом Президента України Леоніда Кучми. Як зазначено в Указі, свято встановлено «на підтримку ініціативи Державного комітету України по земельних ресурсах і Спілки землевпорядників України та враховуючи значний внесок землевпорядників у проведення реформ в Україні, забезпечення раціонального використання та охорони земельних ресурсів».